# Condado de Romilla
El condado de Romilla es un título nobiliario español creado por el rey Alfonso XIII, mediante real decreto del 11 de febrero y real cédula del 22 de marzo de 1915, en favor de Juan Alcalá-Galiano y Osma.
La denominación hace referencia a la localidad de Romilla en el municipio de Chauchina y provincia de Granada. Es incorrecta la denominación «condado de la Romilla» con que figura en algunas fuentes.

## Condes de Romilla
|                           | Titular                                                         | Periodo                   |
| Creación por Alfonso XIII | Creación por Alfonso XIII                                       | Creación por Alfonso XIII |
| ------------------------- | --------------------------------------------------------------- | ------------------------- |
| I                         | Juan Alcalá-Galiano y Osma                                      | 1915-1941                 |
| II                        | María del Consuelo Alcalá-Galiano y Osma                        | 1957-1978                 |
| III                       | Luis Bernaldo de Quirós y Alcalá-Galiano                        | 1978-1986                 |
| IV                        | Cristina Bernaldo de Quirós y Álvarez de las Asturias-Bohorques | 1986-hoy                  |

## Historia de los condes de Romilla
- Juan Alcalá-Galiano y Osma (Madrid, 2 de enero de 1883-1941), I conde de Romilla y maestrante de la Real de Sevilla,[1] hijo menor de Emilio Alcalá-Galiano y Valencia (1831-1914), IV conde de Casa Valencia, grande de España,[3] II vizconde del Pontón, ministro de Estado, diputado a Cortes, senador del Reino electo y vitalicio, consejero de Estado, embajador en Londres, académico de la Real Academia Española y la Real Academia de Ciencias Morales y Políticas, caballero gran cruz de Carlos III y maestrante de Sevilla, gentilhombre de cámara de S.M. con ejercicio y servidumbre, y de Ana de Osma y Zavala, hija a su vez de Joaquín José de Osma y Ramírez de Arellano (1812-1896), ministro de Relaciones Exteriores del Perú y plenipotenciario en España y en los Estados Unidos, grandes cruces de Carlos III, Isabel la Católica, Cristo de Portugal y El Sol del Perú, y de Ana de Zavala y la Puente, I marquesa de la Puente y VI de la Puente y Sotomayor, grande de España, naturales de Lima.

Casó en Madrid, el 15 de octubre de 1910, con María de la Luz Barrios y Aparicio, de la que no tuvo descendencia.
Por  acuerdo  en 1941 de la Diputación de la Grandeza, su sucesor iba a ser su hermano primogénito, Emilio Alcalá-Galiano y Osma (m. 23 de junio de 1962), V conde de Casa Valencia, pero el título no fue convalidado y sucedió, por rehabilitación en 15 de febrero de 1957, su hermana:
- María del Consuelo Alcalá-Galiano y Osma (Lisboa, 21 de marzo de 1880-26 de febrero de 1978), II condesa de Romilla,[1][4] VI condesa de Casa Valencia, grande de España,[5]  V marquesa de Castel Bravo, IV vizcondesa del Pontón, dama de la reina Victoria Eugenia, de la Orden de Malta y de la Real Maestranza de Granada.

Casó en Madrid, el 25 de octubre de 1906, con Jesús María Bernaldo de Quirós y Muñoz (palacio de Mieres, 21 de julio de 1871-Madrid, 4 de diciembre de 1939) I marqués de Quirós, grande de España, X de Campo Sagrado y II de la Isabela, IX conde de Marcel de Peñalba, II vizconde de la Dehesilla, licenciado en Derecho, diputado a Cortes, caballero de las Órdenes de Alcántara y Malta, maestrante de Granada y gentilhombre de cámara del rey Alfonso XIII con ejercicio y servidumbre. Sucedió su hijo:
- Luis Bernaldo de Quirós y Alcalá-Galiano (1917-6 de julio de 1996), III conde de Romilla,[1] II marqués de Quirós,[6] VII conde de Casa Valencia,[5] dos veces grande de España, X marqués de Campo Sagrado, III marqués de la Isabela, XI conde de Marcel de Peñalba, IV vizconde de la Dehesilla y V vizconde del Pontón, caballero de las Órdenes Militares de Alcántara y San Juan de Jerusalén y maestrante de Granada. En 1986 cedió a su primogénito el condado de Marcel de Peñalba e hizo distribución legal de otros cinco títulos a sus hijos menores, conservando para sí el marquesado de Quirós, con grandeza, y el de Campo Sagrado.

Casó en Madrid, el 2 de junio de 1954 con María del Pilar Álvarez de las Asturias-Bohorques (Madrid, 11 de noviembre de 1928- ), XVII marquesa de Almenara y X condesa de Torrepalma, hija de José Álvarez de las Asturias-Bohorques y Arteaga (1893-1937), XV marqués de Almenara y VIII conde de Torrepalma, maestrante de Granada, y de María Luisa de Silva y Mitjans, de los duques de Lécera y de Bournonville. Sucedió por distribución y cesión y real carta del 10 de diciembre de 1986 su hija:
- Cristina Bernaldo de Quirós y Álvarez de las Asturias-Bohorques (n. 1957), IV condesa de Romilla.[1]

Casó en Madrid el 19 de octubre de 1985 con Rafael Abraira y Arana, de quien tiene sucesión.